# Pteromalus annae
Pteromalus annae är en stekelart som beskrevs av Janzon 1984. Pteromalus annae ingår i släktet Pteromalus och familjen puppglanssteklar.
Artens utbredningsområde är Sverige. Arten är reproducerande i Sverige. Inga underarter finns listade i Catalogue of Life.